# 黃燕
黃燕（越南语：／；1889年—？），越南阮朝官員，音樂研究者。

## 生平
黃燕是承天府香茶縣永治總明鄉社（今屬承天順化省香茶市社香榮社明鄉村）人，成泰元年（1889年）出生。啟定三年（1918年），黃燕參加承天場鄉試，考中舉人。次年（1919年），黃燕會試本應黜落，特准參加庭試，在庭試中考中副榜。初任平溪知縣，啟定九年（1924年），改任大祿知縣。保大二年（1927年），升三岐知府。保大五年（1930年），改綏和知府。次年（1931年），改德壽知府。保大九年（1934年），升入御前文房任職。保大十二年（1937年），升平順巡撫。保大十五年（1940年），改任慶和巡撫。
黃燕擅長音樂，是順化第一位以西方方式研究順化傳統音樂的研究者，並以法文寫作。
黃燕的私宅位於今順化市阮志清路49號。

## 榮譽
保大十六年（1941年），黃燕獲得三項龍佩星。保大十七年（1942年），獲得殖民政府的法國榮譽軍團勳章騎士勳位（五項北斗佩星）。